# Lowfield Heath
Lowfield Heath – wieś w Anglii, w hrabstwie West Sussex, w dystrykcie Crawley. Leży 55 km na północny wschód od miasta Chichester i 41 km na południe od Londynu.